# 주상치
주상치(중국어: 朱常治, 1587년 - 1588년)는 명 신종의 4남이고, 명 공종의 동복형제이다. 어머니는 공각황귀비 정씨이다.
주상치가 한 살에 요절하자, 명 신종은 매우 슬퍼하였다. 만력 연간에 원회왕(沅懷王)으로 추존되었다.